# Rica tomorl
rica tomorl （リカ・トゥモール、1981年5月27日 - ）は、沖縄県石垣島出身のシンガーソングライター。本名は平得美帆。

## 経歴
- 2004年、東京エスムジカのヴォーカリストとしてビクターエンタテインメントよりデビュー。4枚のアルバム（インディーズ版『月凪〜the world of eth-musica〜』を含む）と5枚のシングルに参加するが、2007年脱退。
- 2007年、ソロ活動開始。沖縄、東京を中心にライヴ活動を活発化させる。
- 2008年、初のソロアルバム『shell works』を発表。
- 2009年、初のワンマンライヴを下北沢440にて行う。
- 2010年、3月22日第一子が誕生。

## 名前の由来
- 沖縄八重山諸島の方言で「海へ行こう」の意味。
- 実際には、リカとディカの中間くらいの発音。

## ディスコグラフィ

### アルバム
『shell works』 DDCZ-1538, Blue Finger Records（2008年6月25日発売）
1. あなたに逢いに行くよ
2. レクイエム
3. costarica
4. flower’s whiskey
5. time, time, time
6. 潮騒
7. 輪廻
参加ミュージシャン;
- 永田"zelly"健志 sound produce/guitar/other
- TOMZUIN H sound produce/keyboard
- 石村順 bass
- 神谷洵平（月球） drums
- 伊藤勇気 drums/Percussion
- 和田春彦 keyboard
- 橋本歩 cello
- 迎里計（Born ti Cafta）三線
- 濱野泰政 contrabass/percussion
- 安部一城 guitar
- Martin johnson（OVERGROUND ACOUSTIC UNDERGROUND） fiddle
- tanyu uzisaka guitar
- 佐藤"Fisher"五魚 strings arrangement

『アケツクィ』 NAN-907, 南星珈琲（2009年10月14日発売）
1. 月明かり
2. さざ波の宴
3. 答えなどない世界へ
4. Blue Wind
5. 雨
6. キンセン
7. 夏至南風
8. ここで眠らせて
9. おやすみ
参加ミュージシャン;
- 永田"zelly"健志 sound produce/guitar/other
- TOMZUIN H sound produce/keyboard
- 石村順 bass
- 神谷洵平（月球）drums
- 伊藤勇気 drums/percussion
- 高田漣 steel guitar

## その他
オーストラリアのギターブランド「Cole Clark」とエンドース契約を結んでいる。